# مخيط الماء
مِخَّيْط الماء (الاسم العلمي Ceyx)، جنس طير من القرليات. أنواعه 22 موطنها البلاد الآسيوية. تتميز بمناقيرها الكبيرة القد، الغليظة القاعدة، الحمراء اللون. أجنحتها طويلة. أذنابها وأرساغها قصيرة. أثوابها إلى الصهبة البرتقالية. رؤوسها وأجنحتها سود تعلوها نمشة بيضاء. تألف الشطوط البحرية ومجاري الماء. قوتها الأسماك والقشريات والحشرات على اختلاف فصائلها. إناثها تدثن في صدوع الصخور تبيض من 7 إلى 9 بيضات تحضنها نحو الأسبوعين.